# Jönköpings läns sparbank

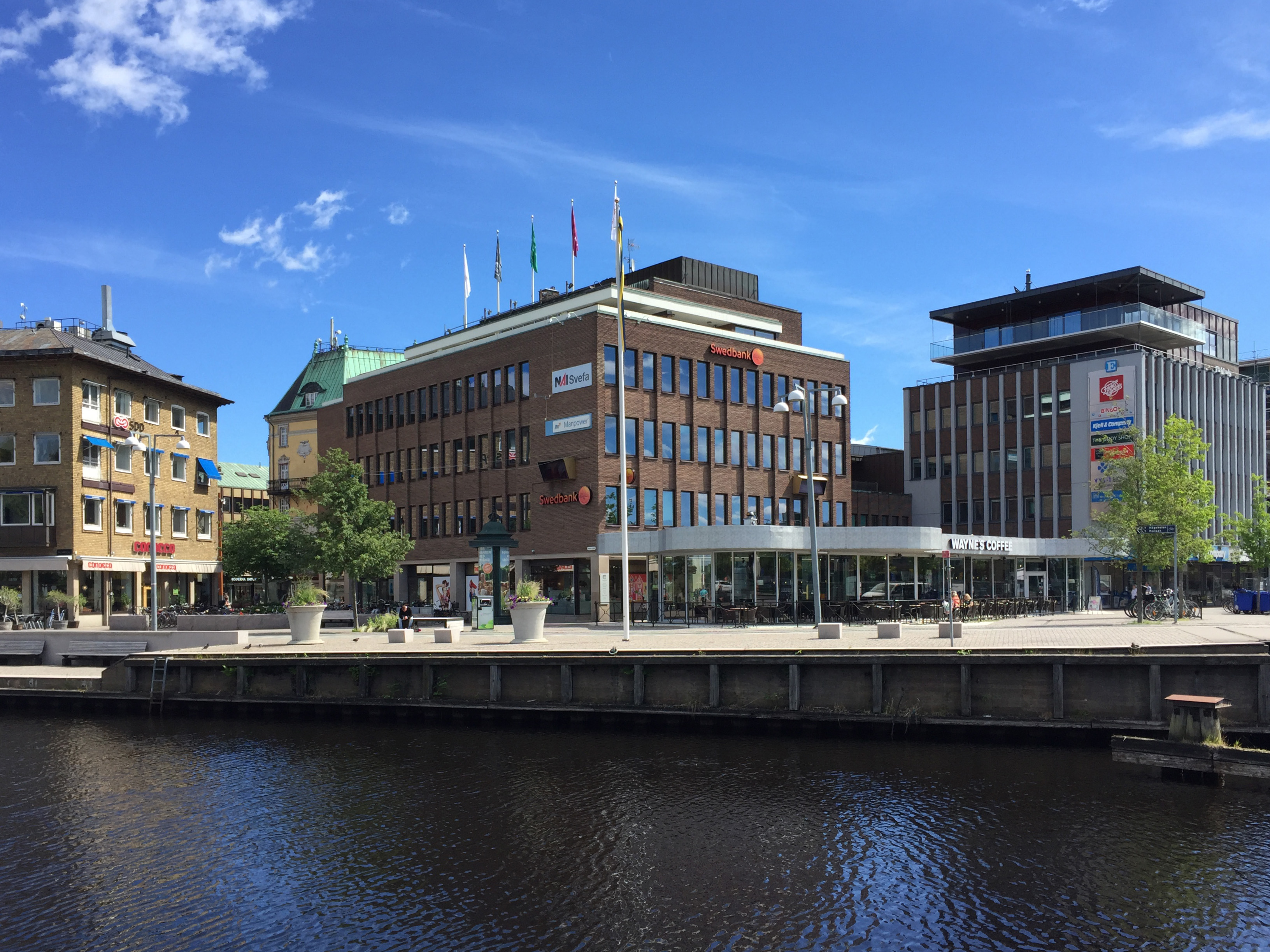
Jönköpings läns sparbanks huvudkontor i Jönköping från 1965

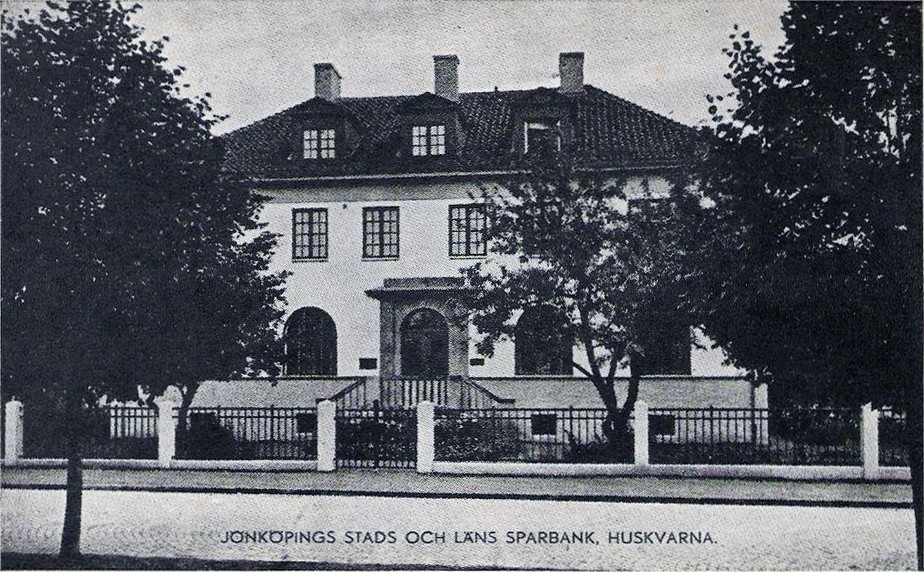
Sparbankshuset för Jönköpings stads och läns sparbanks vid Esplanaden på Kungsgatan i Huskvarna

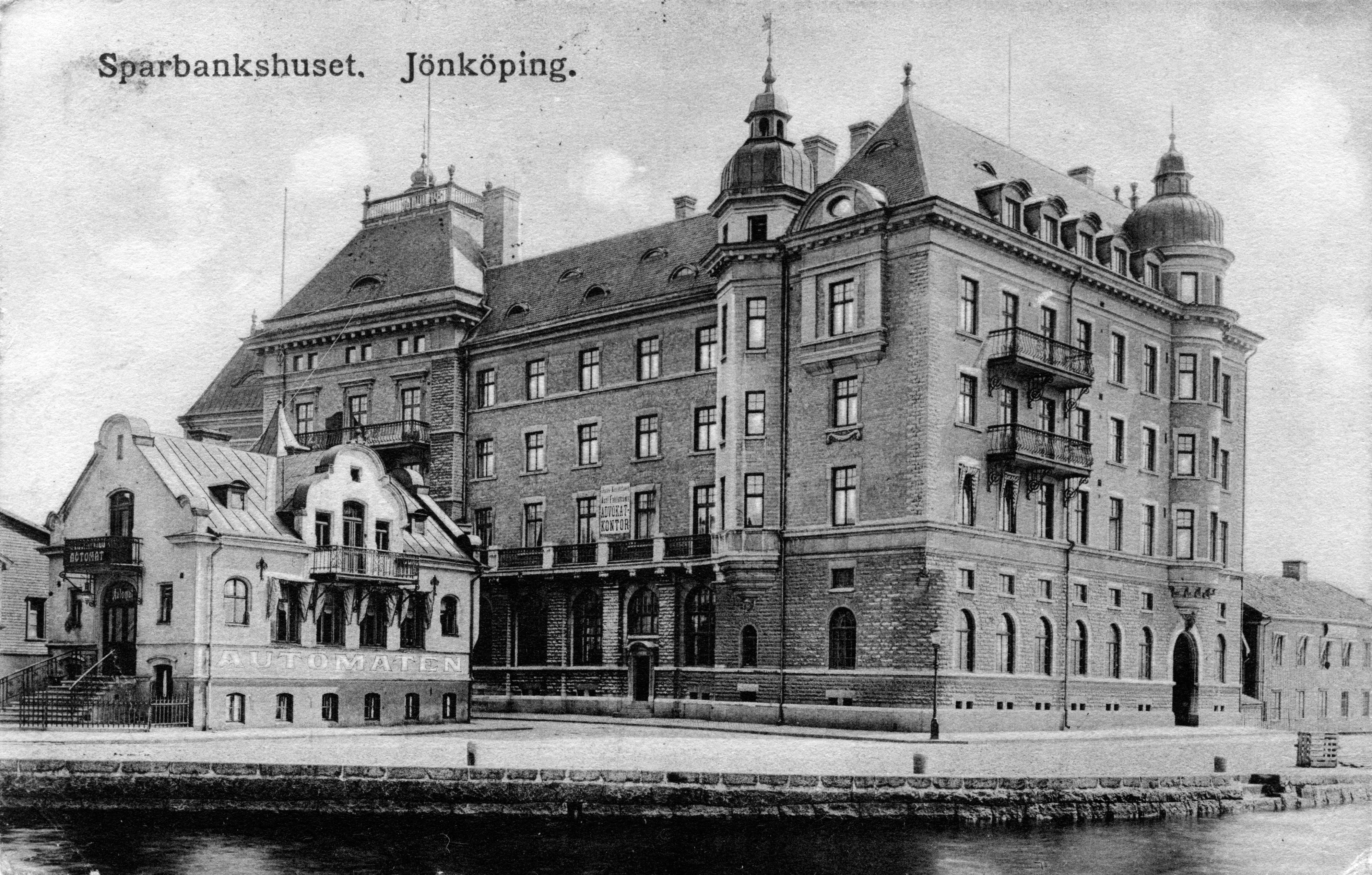
Gamla sparbankshuset i Jönköping, uppfört 1901-1962

Jönköpings läns sparbank, tidigare Jönköpings stads och läns sparbank, Sparbanken i Jönköping och Länssparbanken Jönköping, var en svensk sparbank med huvudkontor i Jönköping.

## Historik
Jönköpings stads och läns sparbank stiftades 1831 som länets första sparbank.
Månsarps sparbank, stiftad 1917, råkade 1921 på obestånd och uppgick i Jönköpings stads och läns sparbank.
År 1956 ändrades namnet till Länssparbanken Jönköping. År 1966 uppgick Jönköpingsbygdens sparbank i länssparbanken. Den banken var den sista återstoden av en rörelse med allmänna sparbanker som etablerats under 1910-talet.
År 1969 uppgick ett antal sockensparbanker i länssparbanken och namnet ändrades till Jönköpings läns sparbank. De banker som uppgick då var Eksjö sparbank (grundad 1835), Östra härads sparbank (1857), Vrigstads sparbank (1867), Nässjö sparbank (1872), Sävsjö sparbank (1874), Malmbäcks sparbank (1875), Tranås sparbank (1875) och Hullaryd-Aneby sparbank (1881).
År 1986 deltog Jönköpings läns sparbank i bildandet av Sparbanken Alfa. Sparbanken Alfa skulle senare uppgå i Sparbanken Sverige. Jönköpings läns sparbanks tidigare verksamhet har därefter drivits som en del av Swedbank.